# Ragtime
El ragtime (acrònim dels mots anglesos rag, que significa 'esquinçat, destrossat' i time, que significa 'temps') és un estil i un gènere de música de ball desenvolupat als Estats Units cap a finals del segle xix. El cakewalk van adoptar una forma primerenca de ragtime, però l'aparició del ragtime es data generalment del 1897, quan es van publicar diverses composicions importants de ragtime (anomenats comunament rags). El compositor més famós de rags per a piano va ser Scott Joplin (1868-1917) i entre les composicions destacades es troben: Maple Leaf Rag (1899), Elite Syncopations (1902) i The Entertainer (1902).
El ragtime es considera generalment un dels principals precursors del jazz. A partir de la dècada de 1920, el jazz va substituir ràpidament el ragtime, encara que aquest últim va poder continuar desenvolupant-se a través de derivats com el novelty piano. Posteriorment, el ragtime va experimentar un ressorgiment d'interès als anys 1950 i 1970 (sobretot amb la música de la pel·lícula El cop, The Entertainer, manllevat de Scott Joplin). El ragtime s'associa principalment amb el piano, però també es toca amb altres instruments, com la guitarra o el banjo, i pot ser interpretat per conjunts de jazz de Nova Orleans.

## Història

### Orígens

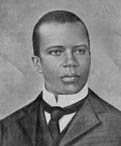
Scott Joplin.

El ragtime és originari de la comunitat afroamericana del segle xix. Prové de la música de marxa interpretada per grups d'afroamericans, i de l'estil pianístic cakewalk, que també va ser interpretat per afroamericans. A diferència del blues, el gospel i els espirituals del sofriment per la condició esclava, gèneres caracteritzats per l'espontaneïtat, nasqué com una elaboració rigorosa, relacionada amb el piano i els ritmes sincopats. De fet, el ragtime fou el producte cultural d'una elit de persones afroamericanes cultivades i intel·lectuals, coneixedores de la música i influïdes per les composicions romàntiques europees, especialment les obres pianístiques de Chopin, Liszt i Schubert, entre d'altres. Així, el gènere es veu com una síntesi entre la síncope africana i la música clàssica europea. Una mena d'equivalent americà de minuets de Mozart, masucrques de Chopin o valsos de Brahms, però encara amb aquesta característica de síncope, trobada a les últimes sonates per a piano de Beethoven. Malgrat aquestes diferències amb els gèneres citats anteriorment, el ragtime forma part dels orígens del jazz, malgrat que alguns dels seus més destacats autors intentaren separar-se d'aquest últim gènere i oblidar les arrels culturals africanes.
Els primers rags són cakewalk i van ser publicats des de principis dels anys 1890 per artistes com Abe Holzmann, William Krell o Kerry Mills. El ragtime també va sorgir en aquest moment d'una altra manera més popular, amb la publicació de coon songs, cançons racistes amb gent negra estereotipada, però amb música ragtime (l'artista negre Ernest Hogan és el primer a publicar-lo). L'any 1897 es considera generalment l'inici del «ragtime clàssic» perquè marca el llançament d'una sèrie de clàssics del gènere (en particular Mississippi Rag de William Krell).

### El moment àlgid del ragtime
L'expansió del ragtime, als Estats Units, se situa entre 1880 i 1920, encara que d'aquesta etapa no en resten documents enregistrats. Com dèiem, la síncope és un tret distintiu d'aquest gènere, característica a la qual incorporà ritmes encreuats d'origen netament africà; així ho feren llurs creadors, com Willie Joseph, Samuel Goldon i Walter Gold, entre d'altres, els quals viatjaren pel territori estatunidenc interpretant al piano les seves pròpies composicions.
La musicologia actual distingeix quatre corrents dintre el ragtime, de fet amagades entre si: l'escola de Harlem, especialment notable pel seu estil pianístic vigorós, el subgènere stride, que va tenir autors importants en Fats Waller, James Johnson, Clifford Jackson i un iniciat Duke Ellington, autor de la coneguda peça Soda fountain rag (1918), que recolliren l'herència de precursors dels quals a penes queda rastre documental (Fats Harris, Abba Labba, Th. Wilkerson, Eubie Blake, etc.); l'escola de Sedalia (Missouri), organitzada al redós d'un dels pares indiscutibles del ragtime, Scott Joplin, qui ha llegat peces com Original Rags, The entertainer, etc., difoses pels seus deixebles Arthur Marshall, Brun Campbell, etc.; l'escola de Nova Orleans, més pròpiament jazzística, i vinculada a la persona de dos grans autors i intèrprets, Tony Jackson, autor de la cèlebre peça Naked dance, i Ferdinand Joseph La Mothe, conegut amb el pseudònim de Jelly Roll Morton, que enregistrà nombroses peces entre 1923 i 1940 (entre aquestes, la famosa Perfect rag), i finalment l'escola de Saint Louis, que girà al voltant de l'editor Johnny Stark, el qual animà nombrosos músics com Tom Turpin, autor de St. Louis rag i Buffalo rag; Artie Matthiws, autor de Pastime rag, Charles Johnson, Charles Hunter, Louis Chauvin, Joseph Lamb, etc.
Des del seu epicentre estatunidenc, el ragtime, per la seva sensualitat, va tenir ràpida i fàcil difusió a Europa, especialment en ciutats com Londres, Berlín, Budapest, Barcelona, París, Roma i Praga, poc temps abans d'esclatar la Primera Guerra Mundial (1914), en una etapa en què, junt amb el piano, començà a actuar l'acordió i el banjo. Per aquells mateixos anys, el ragtime evolucionà vers la creació d'orquestres, especialment a Nova Orleans i Nova York, on proliferaren nombrosos conjunts entre 1900 i 1920.
De totes aquelles orquestres, la més cèlebre fou la d'Arthur Prior, destacada pel seu domini de la síncope, malgrat que la de John Phillip Sousa va tenir grans èxits a Europa, i formà part dels programes inaugurals de l'exposició universal celebrada a París el 1900.
Després de la Primera Guerra Mundial (1918) el ragtime es consolidà —igual que les jazz-band— i algunes de les seves peces foren adoptades per orquestres militars i orquestres zíngares, mentre la seva fusió amb el jazz pròpiament dit no es produí fins al període 1940-1950, i fou Fats Waller un dels seus màxims impulsors.

### Influència en compositors europeus

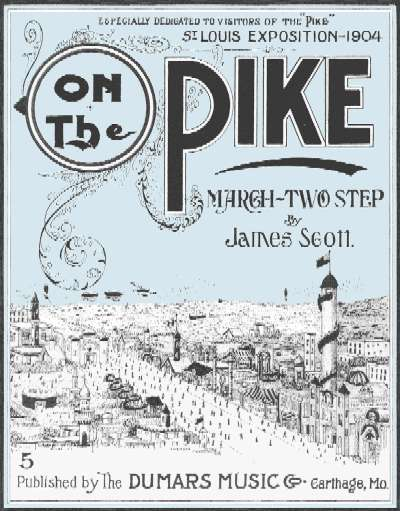
"On the Pike" (1904) de James Sylvester Scott, que fa referència a l'Exposició Universal de Saint Louis (1904).

Els compositors europeus de Clàssica van ser influenciats per la forma. El primer contacte amb el ragtime va ser probablement a l'Exposició de París de 1900, una de les etapes de la gira europea de John Philip Sousa. El primer compositor clàssic notable que es va interessar seriosament pel ragtime va ser Antonín Dvořák. El compositor francès Claude Debussy va emular el ragtime en tres peces per a piano. El més conegut continua sent el Golliwog's Cake Walk (de la Suite per a piano de 1908 Children's Corner). Més tard va tornar a l'estil amb dos preludis per a piano: Minstrels, (1910) i General Lavine-excentric (dels seus Preludis de 1913), que es va inspirar en un pallasso de circ de Médrano.
Erik Satie, Arthur Honegger, Darius Milhaud, i els altres membres del Grup dels Sis a París mai va ocultar la seva simpatia pel ragtime, cosa que de vegades és evident en les seves obres, com en el ballet de Satie, Parade (Ragtime du Paquebot) (1917) i La Mort de Monsieur Mouche, una obertura per a piano per a un drama en tres actes, composta a principis de 1900 en memòria del seu amic J.P. Contamine de Latour. El 1902 el cakewalk nord-americà era molt popular a París i Satie dos anys més tard va escriure dos rags, La Diva de l'empire i Piccadilly. Malgrat els dos ambients anglosaxons, les cançons semblen d'inspiració nord-americana. La Diva de l'empire, una marxa per a piano solista, va ser escrita per a Paulette Darty i inicialment portava el títol Stand-Walk Marche; més tard es va subtitular Intermezzo Americain quan Rouarts-Lerolle el va reimprimir el 1919. Piccadilly, una altra marxa, es va titular inicialment The Transatlantique; presentava un hereu americà ric estereotipat navegant en un transatlàntic a la ruta Nova York-Europa, i va canviar la seva fortuna per un títol aristocràtic a Europa. Hi ha una influència similar als ballets de Milhaud Le boeuf sur le toite i Creation du Monde, que va escriure després d'una visita a Harlem durant el seu viatge el 1922. Fins i tot el compositor suís Honegger va escriure obres en què la influència de la música afroamericana és força evident. Alguns exemples inclouen Pacific 231, Prélude et Blues i especialment el Concertino per a piano i orquestra.
Igor Stravinsky va compondre dues peces inspirades en el ragtime: Ragtime per a onze instruments (1918) i Piano-Rag-Music (1919). George Gershwin també compta amb una obra anomenada Rialto Ripples rag.

### Revifades
Hi ha hagut nombroses revifades des que els estils més nous van substituir el ragtime a la dècada de 1920. Primer a principis de la dècada de 1940, moltes bandes de jazz van començar a incloure el ragtime al seu repertori i van publicar enregistraments de ragtime en discs de 78 rpm. A la dècada de 1950 es va produir un renaixement més significatiu, ja que una varietat més àmplia de gèneres de ragtime del passat es va posar a disposició dels discos i es van compondre, publicar i gravar nous rags.
A la dècada de 1960, dos factors principals van provocar un major reconeixement públic del ragtime. La primera va ser la publicació del llibre They All Played Ragtime, l'any 1960, de Harriet Janis i Rudi Blesh. Alguns historiadors es refereixen a aquest llibre com «La Bíblia del Ragtime». Independentment, va ser el primer intent complet i seriós de documentar la primera era del ragtime i els seus tres compositors més importants, Joplin, Scott i Lamb. El segon factor rellevant va ser l'ascens a la prominència de Max Morath. Morath va crear dues sèries de televisió per a National Educational Television (ara PBS) el 1960 i el 1962: The Ragtime Era i The Turn of the Century. Morath va convertir aquest últim en un espectacle individual el 1969 i va fer una gira pels Estats Units durant cinc anys. Posteriorment, Morath va crear diferents espectacles individuals que també van recórrer els Estats Units, que també van educar i entretenir el públic sobre el ragtime. Aviat van seguir nous compositors de ragtime, com ara Morath, Donald Ashwander, Trebor Jay Tichenor, John Arpin, William Bolcom i William Albright.
El 1971, Joshua Rifkin va publicar una recopilació del treball de Joplin que va ser nominada a un Premi Grammy.
El 1973, The New England Ragtime Ensemble (aleshores un grup d'estudiants anomenat The New England Conservatory Ragtime Ensemble) va gravar The Red Back Book, una recopilació d'alguns rags de Joplin en orquestracions d'època editades pel president del conservatori Gunther Schuller. Va guanyar un Grammy a la millor interpretació de música de cambra de l'any i va ser nomenat millor àlbum clàssic de 1974 per la revista Billboard. La pel·lícula El cop (1973) va portar el ragtime a un públic ampli amb la seva banda sonora de cançons de Joplin. La interpretació de la pel·lícula de «The Entertainer», adaptada i orquestrada per Marvin Hamlisch, va ser un èxit del Top 5 el 1975.

## Forma musical

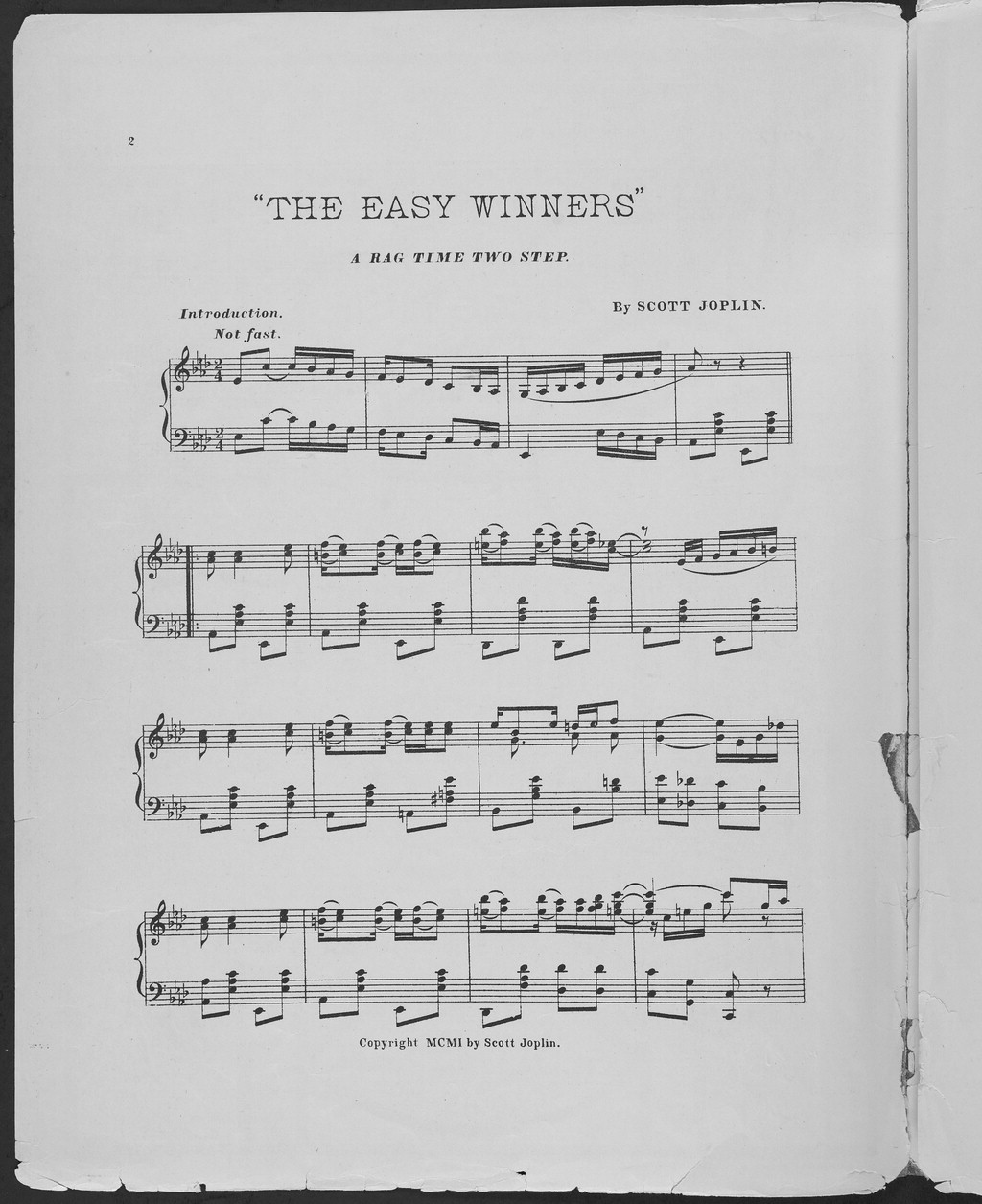
La primera pàgina de "The Easy Winners" de Scott Joplin mostra ritmes de ragtime i melodies sincopades.

El ragtime és una variant de la marxa, popularitzada per John Philip Sousa, amb una polirítmia de la música africana. Ragtime s'escriu normalment en 2/4 o 4/4 (i 3/4 per al Ragtime Waltz). Mentre que la mà esquerra s'encarrega de les notes baixes, la mà dreta ha d'executar un síncope, per a la melodia, contra el ritme. El nom ragtime (ragged, ragged time) prové, doncs, de l'ús esglaonat que es dona a la mà dreta en tocar, i va ser atribuït a aquesta música pels professionals del Tin Pan Alley.
El ragtime no és un compàs de la mateixa manera que les marxes són en compàs doble i els valsos són en compàs triple; és més aviat un estil musical que utilitza un efecte que es pot aplicar a qualsevol compàs. La característica definitòria de la música ragtime és un tipus específic de síncope en què els accents melòdics es produeixen entre ritmes mètrics. Això resulta en una melodia que sembla evitar alguns cops mètrics de l'acompanyament emfatitzant les notes que anticipen o segueixen el ritme («una base rítmica d'afirmació mètrica i una melodia de negació mètrica»). L'efecte final (i previst) sobre l'oient és en realitat accentuar el ritme, induint així l'oient a moure's amb la música. Scott Joplin, el compositor i pianista conegut com el «Rei del Ragtime», va qualificar l'efecte d'«estrany i embriagador». També va utilitzar el terme «swing» per descriure com tocar música ragtime: «Toca lentament fins que agafi el swing…».
Des d'un punt de vista estilístic, els ragtimes són més aviat binaris (accentuació del primer i tercer temps de la mesura), a diferència del jazz. L'estructura de la cançó més comuna és AA/BB/A/CC/DD, i sembla que s'ha adoptat després de l'enorme èxit de Maple Leaf Rag de Scott Joplin, publicat el 1899. També hi ha estructures en AA/BB/A/CCC i AA/BB/CC/A.